# Budapesti 14. sz. országgyűlési egyéni választókerület
A budapesti 14. sz. országgyűlési egyéni választókerület egyike annak a 106 választókerületnek, amelyre a 2011. évi CCIII. törvény Magyarország területét felosztja, és amelyben a választópolgárok egy-egy országgyűlési képviselőt választhatnak. A választókerület nevének szabványos rövidítése: Budapest 14. OEVK. Székhelye: Budapest XVII. kerülete 

## Területe
A választókerületet az alábbiak szerint határozza meg a törvény:
1. A X. kerület választókerülethez tartozó részének határa: A Harmat utca és Hangár utca kereszteződésének kerülethatárától a Hangár utcán a Felsőcsatári útig, innen a Felsőcsatári úton az Álmos utcáig, majd az Álmos utcán a Tünde utcáig, a Tünde utcától a 42550 hrsz.-ú közterületen a Helikopter utcáig, majd a MÁV vasutat keresztezve az 526. soron a Jászberényi útig, a Jászberényi út páratlan házszámozású oldalán a Kozma utcáig, a Kozma utca páros oldalán a Sírkert útig, a Sírkert út páratlan házszámozású oldalán a Maglódi útig, a Maglódi út páratlan házszámozású oldalán a Sibrik Miklós útig, a Sibrik Miklós páratlan házszámozású oldalán a Harmat utcáig, a Harmat utca páros házszámozású oldalán a kiindulási pontig körbezárt terület.
2. A XVII. kerület teljes területe, amelynek határa: A Tünde utcától a X.–XVII.–XVIII. kerületek hármas határpontjától délkelet felé halad a Csévéző utcáig, innen a Bélatelepi úton halad a Baross utcáig, majd többszöri töréssel a mai Budapest Liszt Ferenc Nemzetközi Repülőtér területén is haladva az Orgoványi utcán a Ferihegyi útig, innen a Ferihegyi út mentén, majd többszöri töréssel a Budapest Liszt Ferenc Nemzetközi Repülőtér területén halad a XVII.–XVIII. kerületek–Vecsés hármas határpontjáig. Innen a Budapest Liszt Ferenc Nemzetközi Repülőtér területén a Vecsés–Budapest határon halad a XVII. kerület–Vecsés–Ecser hármas határpontig, innen a Budapest–Ecser határon halad a Budapest–Ecser–Maglód hármas határpontig, innen a Budapest–Maglód határon halad a Budapest–Maglód–Pécel hármas határpontig, innen a Budapest–Pécel határon halad a Budapest–Pécel–Nagytarcsa hármas határpontig. Innen a Budapest–Nagytarcsa határon halad a XVII.–XVI. kerületek–Nagytarcsa hármas határpontjáig, innen a XVI.–X.–XVII. kerületek hármas határpontjáig, innen a Határmalom utcán az 526. sorig, innen az 526. soron a MÁV vasútvonalat is keresztezve a Tünde utcai kiindulási pontig.

## Országgyűlési képviselője
| Név          | Párt                                         | Párt        | Terminus | Megjegyzés                                   |
| ------------ | -------------------------------------------- | ----------- | -------- | -------------------------------------------- |
| Dunai Mónika |                                              | Fidesz-KDNP | 2014 –   | A 2014-es országgyűlési választás eredménye: |
| Dunai Mónika | A 2018-as országgyűlési választás eredménye: | Fidesz-KDNP | 2014 –   |                                              |
| Dunai Mónika | A 2022-es országgyűlési választás eredménye: | Fidesz-KDNP | 2014 –   |                                              |

## Demográfiai profilja
| Iskolai végzettség                | Iskolai végzettség               | Iskolai végzettség | Iskolai végzettség | Iskolai végzettség |
| --------------------------------- | -------------------------------- | ------------------ | ------------------ | ------------------ |
|                                   |                                  |                    |                    | fő                 |
| Általános iskolát nem végezte el  | Általános iskolát nem végezte el |                    | 1001               | 1001               |
| Általános iskola                  | Általános iskola                 |                    | 10025              | 10025              |
| Szakmunkás                        | Szakmunkás                       |                    | 11763              | 11763              |
| Érettségi                         | Érettségi                        |                    | 32274              | 32274              |
| Diploma                           | Diploma                          |                    | 22628              | 22628              |
| A 2022. évi népszámlálás szerint. |                                  |                    |                    |                    |

A budapesti 14. sz. választókerület lakónépessége 2022. október 1-jén 93 596 fő volt. A 2011-es és a 2022-es népszámlálás között 1546 fővel nőtt a választókerület lakosság száma. A választókerületben a korösszetétel alapján a legtöbben a középkorúak élnek 34 855 fővel, míg a legkevesebben a gyermekek 15 905 fővel. A választókerület lakosságának a 88,7%-nál van internet elérési lehetőség.
A legmagasabb befejezett iskolai végzettség szerint az érettségi végzettséggel rendelkezők élnek a legtöbben 32 274 fő, utánuk a következő nagy csoport a diplomások 22 628 fővel.
Gazdasági aktivitás szerint a lakosság több mint a fele foglalkoztatott 47 687 fő, második legjelentősebb csoport az inaktív keresők, akik főleg nyugdíjasok 20 585 fővel.
A választókerület legjelentősebb nemzetiségi csoportja a német 912 fő, illetve a cigány 458 fő. Magyar állampolgársággal nem rendelkező külföldi állampolgárok aránya 2,1%.
Vallási összetétel szerint a választókerületben lakók legnagyobb vallása a római katolikus (20 147 fő), valamint jelentős közösség még a reformátusok (6565 fő). A vallási közösséghez nem tartozók száma szintén jelentős (12 976 fő), a választókerületben a második legnagyobb csoport a római katolikus vallás után.

## Országgyűlési választások
| Párt                             | Párt                      | Jelölt                 | Szavazatok | %     | ± %   |
| -------------------------------- | ------------------------- | ---------------------- | ---------- | ----- | ----- |
|                                  | Fidesz-KDNP               | Dunai Mónika           | 25 114     | 44,66 | 3,49  |
|                                  | Egységben Magyarországért | Szilágyi György        | 24 733     | 43,98 | 13,96 |
|                                  | Mi Hazánk                 | Fazekas László         | 2875       | 5,11  | Új    |
|                                  | MKKP                      | Szin Richárd           | 2172       | 3,86  | Új    |
|                                  | MEMO                      | Hajmási Gergely        | 875        | 1,56  | Új    |
|                                  | Normális Párt             | Tomasovszki László     | 339        | 0,6   | Új    |
|                                  | Munkáspárt-ISZOMM         | Zollai András          | 132        | 0,23  | 0,22  |
| Megjelent                        | Megjelent                 | Megjelent              | 56 808     | 76,47 | 0,04  |
| Választópolgárok száma           | Választópolgárok száma    | Választópolgárok száma | 74 285     | 100   | 2,57  |
| A Fidesz-KDNP tartja a körzetet. |                           |                        |            |       |       |

| Párt                             | Párt                   | Jelölt                 | Szavazatok | %     | ± %  |
| -------------------------------- | ---------------------- | ---------------------- | ---------- | ----- | ---- |
|                                  | Fidesz-KDNP            | Dunai Mónika           | 23 784     | 41,17 | 1,84 |
|                                  | MSZP-Párbeszéd         | Lukoczki Károly        | 21 512     | 37,23 | 4,42 |
|                                  | Jobbik                 | Szilágyi György        | 7536       | 13,04 | 1,22 |
|                                  | LMP                    | Dr. Schmuck Erzsébet   | 2826       | 4,89  | 1,63 |
|                                  | Momentum               | Tóth Endre             | 1608       | 2,78  | Új   |
|                                  | Munkáspárt             | Fléger István          | 253        | 0,44  | Új   |
|                                  | Egyéb pártok           |                        | 256        | 0,45  | 2,59 |
| Megjelent                        | Megjelent              | Megjelent              | 58 244     | 76,43 | 7,67 |
| Választópolgárok száma           | Választópolgárok száma | Választópolgárok száma | 76 204     | 100   | 0,15 |
| A Fidesz-KDNP tartja a körzetet. |                        |                        |            |       |      |

| Párt                                | Párt                   | Jelölt                 | Szavazatok | %     |
| ----------------------------------- | ---------------------- | ---------------------- | ---------- | ----- |
|                                     | Fidesz-KDNP            | Dunai Mónika           | 22 393     | 43,01 |
|                                     | Összefogás             | Lukoczki Károly        | 17 084     | 32,81 |
|                                     | Jobbik                 | Szilágyi György        | 7427       | 14,26 |
|                                     | LMP                    | Dr. Schmuck Erzsébet   | 3395       | 6,52  |
|                                     | Szociáldemokraták      | Paul Tamás             | 190        | 0,36  |
|                                     | Egyéb pártok           |                        | 1581       | 3,04  |
| Megjelent                           | Megjelent              | Megjelent              | 52 481     | 68,76 |
| Választópolgárok száma              | Választópolgárok száma | Választópolgárok száma | 76 321     | 100   |
| A Fidesz-KDNP nyeri meg a körzetet. |                        |                        |            |       |

## Ellenzéki előválasztás – 2021
| Frakció                               | Frakció         | Jelölő szervezetek                   | Jelölt          | Szavazatok | %     |
| ------------------------------------- | --------------- | ------------------------------------ | --------------- | ---------- | ----- |
|                                       | Jobbik          | Jobbik, LMP, Momentum, DK, ÚVNP, MMM | Szilágyi György | 5132       | 61,99 |
|                                       | MSZP            | MSZP, Párbeszéd                      | Lukoczki Károly | 3098       | 38,01 |
| Összes szavazat                       | Összes szavazat | Összes szavazat                      | Összes szavazat | 8230       | 100   |
| Szilágyi György nyeri meg a körzetet. |                 |                                      |                 |            |       |